# 服務貿易總協定
服務貿易總協定（GATS）是世界貿易組織（世貿組織）的條約，是烏拉圭回合談判的成果，在1995年1月生效。早年簽訂的关税与贸易总协定為商品貿易提供多邊貿易體制，而GATS則將多邊貿易體制擴展至服務行業。
所有世貿組織成員都簽署服務貿易總協定。世貿組織基本原則之一的最惠國待遇也適用於服務貿易總協定。然而，成員在加入世貿時，可就這一規則提出臨時豁免。

## 歷史
世貿組織的烏拉圭回合談判始於1986年。在此前，公共服務，如醫療保健、郵政服務、教育等不包括在國際貿易協定中。大多數這類服務通常被歸類為國內活動，其貿易難以跨越國界。但事實上，以教育服務為例，只要大學向國際學生開放，已可視為服務貿易出口。
一些服務行業，特別是國際金融和海運，實際上已開放了幾個世紀，因這正是這些服務的本質。另一方面，其他主要行業近幾十年來發生了根本性的技術和管理變化，進入這些行業的壁壘逐步降低，私營企業的參與不斷增加。而信息技術和互聯網的發展使更多服務可在國際間進行，包括各種商業活動，如醫療、遠程教育、工程、建築、廣告和貨運。
雖然服務貿易總協定的目標是消除貿易壁壘，但成員可以自由選擇哪些行業要逐步開放；某種行業將屬於哪種模式；以及在特定時間內作何種程度的開放。成員的開放承諾如「運轉的齒輪」，即承諾是單一方向的，承諾一出就不應退回。不過，協定第二十一條允許成員撤回承諾，美國和歐盟已經使用這個權利。2008年11月，玻利維亞通知，將撤回其保健服務的承諾。
一些行動主義者認為，服務貿易總協定可能削弱了政府對規範商業活動的能力和權威，其效果等同向商業利益屈服而犧牲公眾利益。

## 四種供應模式
服務貿易總協定涵蓋跨境服務的四種供應模式：
|                                     | 標準                                         | 提供者所在地       |
| 模式1：跨境供應                     | 服務在當地交付，而該服務由另一成員領土而來   | 服務提供者不在當地 |
| 模式2：境外消費                     | 服務消費者來自當地，而服務交付於另一成員領土 | 服務提供者不在當地 |
| 模式3：商業存在                     | 服務提供者在當地設業，並在當地提供服務       | 服務提供者在當地   |
| 模式4：自然人存在                   | 服務提供者作為自然人在當地提供服務           | 服務提供者在當地   |
| 來源：世界貿易組織文件MTN.GNS/W/124 |                                              |                    |

## 延伸阅读
- 《服务贸易总协定》的全文 （页面存档备份，存于）
- Clift, R. Background Paper on the General Agreement on Trade in Services and Post-Secondary Education in Canada, cufa.bc.ca
- GATS, Privatisation, and Health （页面存档备份，存于）
- World Development Movement
- Union Network International